# دنیسلاو آنگلوف
دنیسلاو آنگلوف (بلغاری: Денислав Ангелов؛ زادهٔ ۸ ژوئن ۲۰۰۱) بازیکن فوتبال اهل بلغارستان است.
وی همچنین در تیم‌ ملی فوتبال  زیر ۲۱ سال بلغارستان بازی کرده است.